# Pseudophaloe helotes
Pseudophaloe helotes là một loài bướm đêm thuộc phân họ Arctiinae, họ Erebidae.